# Edam (Pays-Bas)
Pour les articles homonymes, voir Edam.
Edam est une ville néerlandaise, située dans la commune d'Edam-Volendam en province de Hollande-Septentrionale. Localisée à quelque 20 kilomètres au nord-est d'Amsterdam, elle compte 7 060 habitants lors du recensement de 2019.

## Origine du nom
Le nom Edam suggère que la ville serait née d'un endiguement dans le Ee, petite rivière qui coulait du polder de Zeevang jusqu'à Volendam, où elle se jetait dans le Zuiderzee.

## Histoire

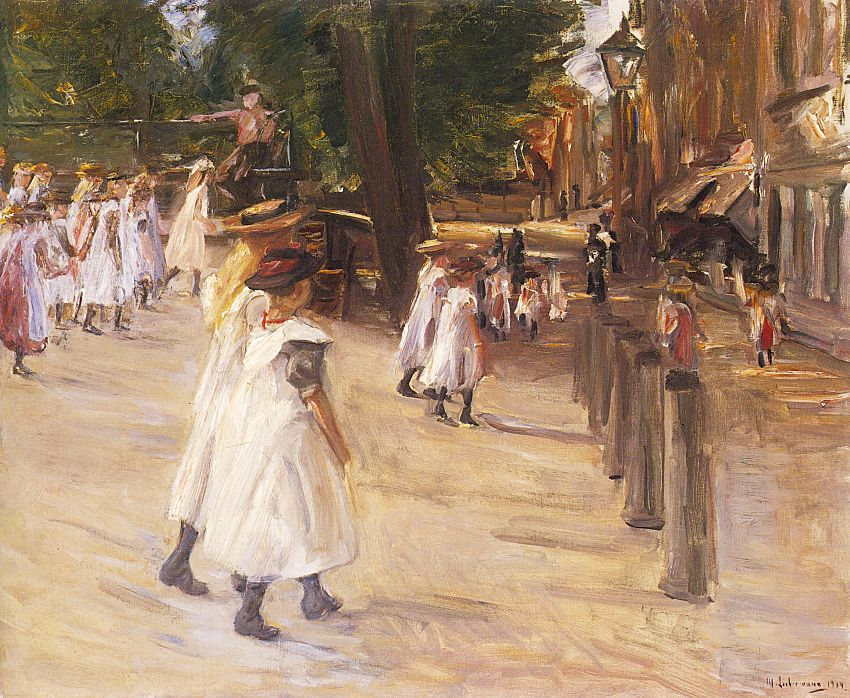
Rentrée des classes à Edam, Max Liebermann, 1904.

Ville franche en 1357, elle prospère grâce à l'agriculture et le commerce grâce à l'autorisation de construire un port, le Voorhaven et vers l'est le Oorgat. Ce canal connecte directement le Zuiderzee avec le Purmermeer.

Sa renommée internationale est due à l'Edam, fromage dont elle se fait une spécialité. Les fromages ronds étaient transportés à Edam en bateau par les paysans fromagers des environs qui, grâce au drainage des lacs Beemster (1612) et Purmer (1622) en utilisant les moulins à vent, ont pu utiliser de grandes surfaces cultivables. 

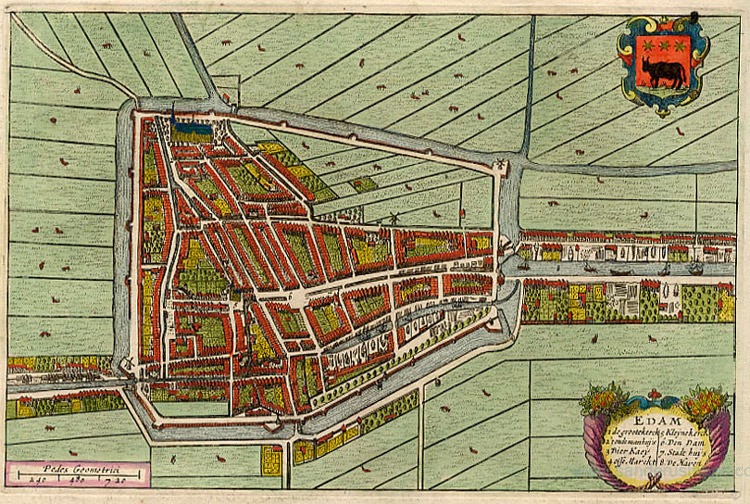
Ancienne carte d'Edam (Blaeu, 1649).

Les fossés qui entourent Edam indiquent que la ville était jadis fortifiée et pourvue de sept portes.
Elle fait aujourd'hui partie d'une conurbation avec sa voisine Volendam. Edam reste le nom de la commune d'Edam-Volendam jusqu'en 1975.

## Curiosités historiques

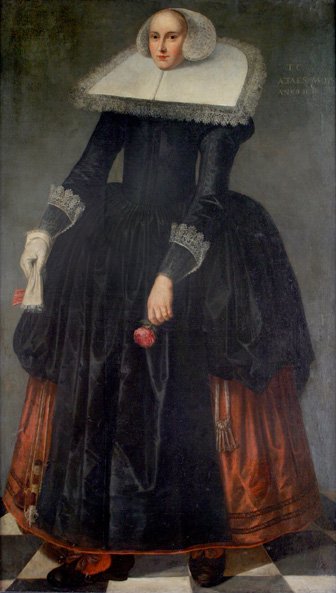
Tableau de la géante Trijntje Keever (1616-1633) exposé à Edam

Un portrait en pied de taille réelle (huit pieds quatre pouces, soit 2,54 mètres) représentant la géante Trijntje Keever (1616-1633) est toujours exposé dans l'hôtel de ville, lequel a été construit en briques de couleur mauve en 1737 de style Louis XIV, caractéristique à l'époque.
Le pont qui enjambe le canal Voorhaven devant l'hôtel de ville est appelé Dam (barrage) construit en 1569 avec l'écluse qui, depuis l'achèvement de la nouvelle écluse du Zuiderzee en 1829, a été mise hors service.
La Grande-église (Grote Kerk) a été bâtie au XIVe siècle, son plan est cruciforme et elle a été remaniée au XVe siècle et au XVIe siècle. Mais un terrible incendie la ravagea ainsi qu'une partie de la ville en 1602, après quoi elle fut reconstruite au XVIIe siècle. Ses vitraux datent de cette époque et ont été réalisés à Gouda.
La tour de l'ancienne église Notre-Dame contient un carillon réalisé en 1562 par Peter van den Ghein.

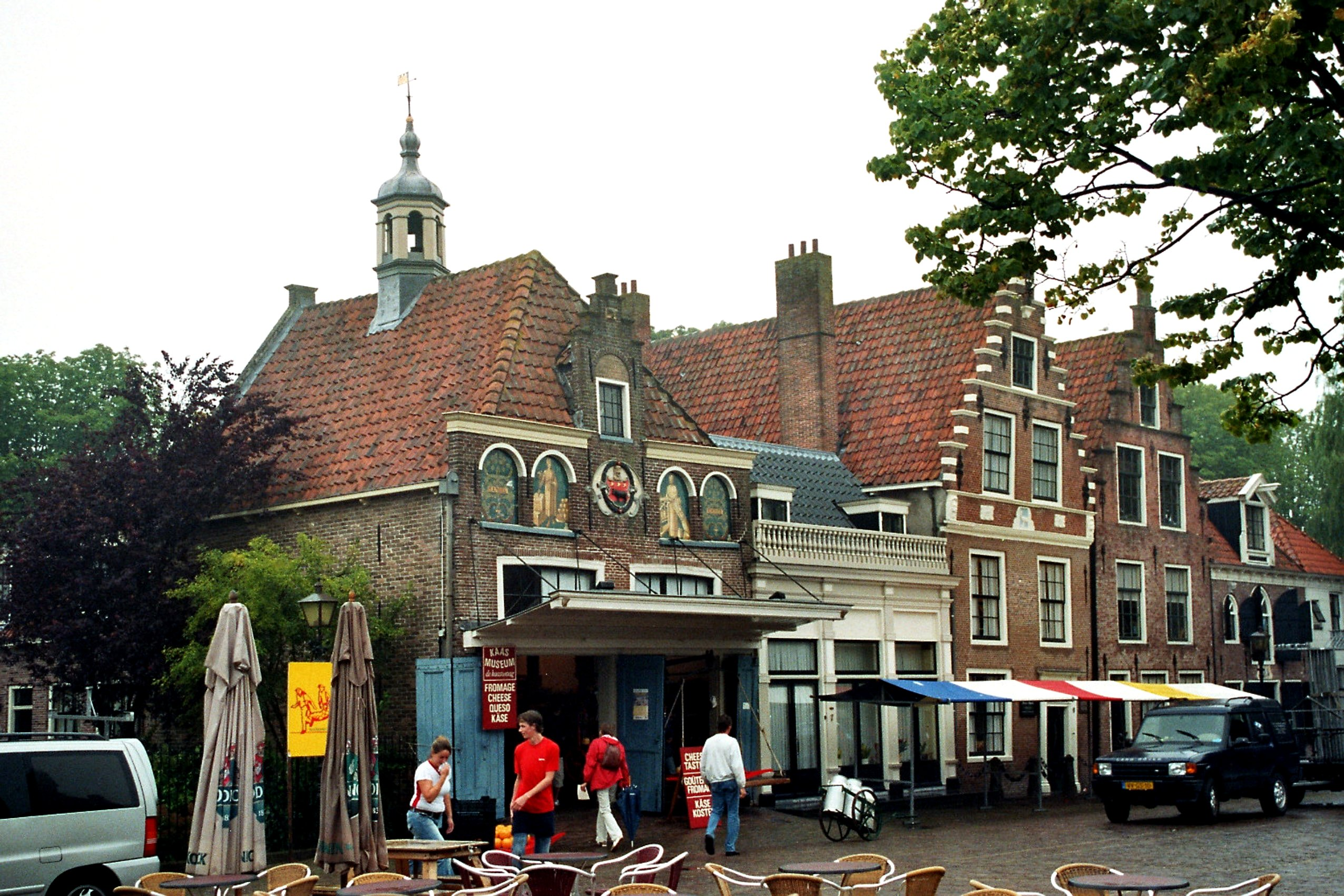
Place Jan Nieuwenhuizenplein

La place Jan Nieuwenhuizenplein, construite en 1680 par comblement du canal du quai Bierkade (quai des brasseurs), servait de marché aux fromages. La fabrication industrielle du fromage a mis fin à ce marché en 1922.

## Personnalités liées à Edam
- Mona Keijzer (1968-), femme politique, y est née.
- Judith Uitermark (1971-), femme politique, y est née.